# Ангумуа
45°39′00″ пн. ш. 0°10′00″ сх. д. / 45.65° пн. ш. 0.16666666666667° сх. д.
Ангумуа́ (фр. Angoumois) — історична провінція на заході Франції, тепер складова частина департаменту Шаранта. Головне місто — Ангулем.
З X століття існувало графство Ангумуа; в 1308 році воно було приєднане до володінь французької корони. З 1515 Ангумуа — герцогство. У 1790 герцогство увійшло до складу департаментів Шаранта і частиною в Дордонь.
Розвинене виноробство, виробництво коньяків (які отримали назву від місцевого міста Коньяк), машинобудування, паперова, військова промисловість.